# Johannes Marcellus
Johannes Marcellus, genannt Regius oder Regiomontanus (* 1510 in Königsberg in Franken; † 25. Dezember 1551 oder 1552 in Wittenberg) war ein deutscher Philologe und Poet. Er ist nicht zu verwechseln mit dem Mathematiker Johannes Regiomontanus (1436–1476).

## Leben
Marcellus [Regius] besuchte die Schule in Gotha und lernte Griechisch bei Johannes Portunus und Basilius Monner. Er war bis 1526 in Gotha ein Diener des Mutianus Rufus. Nach dessen Tod hatte er ein Studium an der Universität Erfurt aufgenommen, wo er unter anderem bei Helius Eobanus Hessus hörte und immatrikulierte er sich am 16. November 1528 an der Universität Wittenberg. Hier arbeitete er als Hauslehrer bei Wilhelm Reiffenstein, erwarb er am 28. August 1534 den akademischen Grad eines Magisters und fand am 1. Januar 1537 Aufnahme in die philosophische Fakultät als Adjunkt der Universität. Er übernahm dann 1537 die pädagogische Professur der lateinischen Grammatik und erhielt 1541 die Professur der Poetik an der Akademie. Er beschäftigte sich auch mit Medizin und Rechtswissenschaft.
Marcellus war zudem seit 1535 der Lehrer von Philipp Melanchthon dem Jüngeren (1525–1605), der ihn nach Stolberg begleitete und als zwölfjähriger an der Universität Wittenberg studieren durfte. In Stolberg wohnte der Junge zunächst bei Wilhelm Reiffenstein, der mit seinem Vater Philipp Melanchthon befreundet war.
Er las mit Vorliebe über Ovid und stellte dessen Metamorphosen, Fasten und Tristia in Distichen dar. Dabei schilderte er den Nutzen der Dichtkunst, die für ihn in praktischer und ethischer Hinsicht von Bedeutung ist. Nachdem er Dekan im Sommersemester 1541 und im Wintersemester 1549 gewesen war, verwaltete er in der schweren Zeit der Universität 1546 das Amt des Rektors der Alma Mater. Er beteiligte sich auch an städtischen Angelegenheiten und saß von 1545 bis 1551 im Rat der Stadt, bevor er an „hitzigem Fieber“ verstarb.